# HD 12563
HD 12563，又名CD-30 714，SAO 167511、HR 606，是一颗恒星，视星等为6.42，位于銀經226.33，銀緯-74.19，其B1900.0坐标为赤經1h 57m 59.5s，赤緯-30° -74.19′ 52″。